# Nunciatura Apostólica en Nicaragua
La Nunciatura Apostólica en Honduras es una embajada de la Santa Sede ante la República de Nicaragua con la que mantuvo relaciones diplomáticas hasta marzo de 2023, después de que cerrase la nunciatura tras la amenaza de Daniel Ortega de romper relaciones con la Santa Sede después de que el Papa Francisco calificase su gobierno como una «grosera dictadura». Ya previamente, la Santa Sede había retirado al entonces nuncio, el polaco Waldemar Stanisław Sommertag el 6 de marzo de 2022, casi un año antes por haberle sido retiradas las credenciales diplomáticas por las autoridades nicaragüenses.
Hasta la fecha, la Nunciatura Apostólica en Nicaragua permanece cerrada y el cargo de nuncio apostólico en el país sin poseedor.

## Historia
La nunciatura apostólica en Nicaragua fue establecida el 30 de septiembre de 1933 con el nombramiento de Carlo Chiarlo como nuncio apostólico de Costa Rica, Honduras, Nicaragua, El Salvador y Panamá, habiendo sido él mismo el sucesor en el cargo como internuncio apostólico en Centroamérica desde el 28 de enero de 1932.
Desde su creación y por los primeros 50 años, el nuncio apostólico nombrado para Honduras lo era también para Nicaragua hasta la sustitución de Andrea Cordero Lanza di Montezemolo, nuncio apostólico en Honduras y Nicaragua hasta el 1 de abril de 1986 que fue sustituido por Paolo Giglio como nuncio apostólico en Nicaragua el 4 de abril de 1986 y por Francesco de Nittis como nuncio apostólico en Honduras el 10 de abril de 1986, separando definitivamente las nunciaturas.
Las relaciones entre la Santa Sede y Nicaragua se vieron muy afectadas después de que el obispo de Matagalpa, Rolando José Álvarez Lagos, denunciase la persecución política del ejecutivo de Daniel Ortega en 2022. Ante el empeoramiento de las relaciones, la Santa Sede retiró a su nuncio apostólico en Nicaragua, el polaco Waldemar Stanisław Sommertag, el 6 de marzo de 2022, después de que las autoridades de Nicaragua negasen el reconocimiento de las credenciales diplomáticas, quedando desde entonces la nunciatura a cargo de un encargado de negocios, el senegalés Marcel Diouf. En agosto del mismo año el obispo Álvarez fue detenido, lo que provocó mensajes del mismo Papa Francisco exponiendo que la Curia romana estaba preocupada por la situación.
En febrero de 2023, el obispo Álvarez fue condenado a 26 años de prisión por parte del gobierno nicaragüense, lo que empeoró aun más las posturas entre ambos sujetos. En una entrevista de Daniel Hadad al Papa el 10 de marzo de 2023, el Sumo Pontífice comparó el régimen de Ortega con las dictaduras comunistas o hitlerianas, «grosera». La reacción de Daniel Ortega fue amenazar a la Santa Sede con poner fin a las relaciones diplomáticas. El 17 de marzo el gobierno nicaragüense solicitó a la Santa Sede la clausura de la nunciatura, que se llevó a cabo el 18 de marzo, poniendo rumbo el encargado de negocios Marcel Diouf a la Nunciatura Apostólica en Costa Rica.

## Función
La Nunciatura Apostólica tiene como función informar, de modo estable y objetivo, a la Santa Sede sobre las condiciones de la Arquidiócesis de Managua, diócesis, ordinariato militar, vicariatos apostólicos, órdenes y congregaciones religiosas que hacen vida en Nicaragua, esto para ayudar, aconsejar y colaborar con las Conferencia Episcopal de Nicaragua y con cada uno de los obispos de la República de Nicaragua, respetando naturalmente el ejercicio de la jurisdicción que le es propia; y una función diplomática, cuyo objeto es promover y favorecer las relaciones entre la Santa Sede y Honduras, favoreciendo el diálogo entre todos los ciudadanos.

## Representantes de la Santa Sede en Nicaragua
| Imagen                                       | Nombre                              | Inicio                   | Fin                      | Detalles adicionales                                           |
| -------------------------------------------- | ----------------------------------- | ------------------------ | ------------------------ | -------------------------------------------------------------- |
|                                              | Carlo Chiarlo                       | 30 de septiembre de 1933 | 1940                     |                                                                |
|                                              | Luigi Centoz                        | 3 de diciembre de 1941   | 4 de octubre de 1948     |                                                                |
|                                              | Liberato Tosti                      | 4 de octubre de 1948     | 1949                     |                                                                |
|                                              | Antonio Taffi                       | 9 de enero de 1950       | 1958                     |                                                                |
|                                              | Sante Portalupi                     | 29 de enero de 1959      | 27 de septiembre de 1967 |                                                                |
|                                              | Lorenzo Antonetti                   | 23 de febrero de 1968    | 29 de junio de 1973      |                                                                |
|                                              | Gabriel Montalvo Higuera            | 14 de junio de 1974      | 18 de marzo de 1980      |                                                                |
|                                              | Andrea Cordero Lanza di Montezemolo | 25 de octubre de 1980    | 1 de abril de 1986       | Nuncio durante la Visita de Juan Pablo II a Nicaragua en 1983. |
|                                              | Paolo Giglio                        | 4 de abril de 1986       | 25 de marzo de 1995      |                                                                |
|                                              | Luigi Travaglino                    | 2 de mayo de 1995        | 30 de octubre de 2001    | Nuncio durante la Visita de Juan Pablo II a Nicaragua en 1996. |
|                                              | Jean-Paul Gobel                     | 31 de octubre de 2001    | 10 de octubre de 2007    |                                                                |
|                                              | George Panikulam                    | 4 de diciembre de 1999   | 3 de julio de 2003       |                                                                |
|                                              | Henryk Józef Nowacki                | 28 de noviembre de 2007  | 28 de junio de 2012      |                                                                |
|                                              | Fortunatus Nwachukwu                | 12 de noviembre de 2012  | 4 de noviembre de 2017   |                                                                |
|                                              | Waldemar Stanisław Sommertag        | 15 de febrero de 2018    | 6 de marzo de 2022       |                                                                |
| Sin nombramiento desde el 6 de marzo de 2022 |                                     |                          |                          |                                                                |